# Delên
Delên és un grup de pop-folk format a Ciutadella de Menorca (Illes Balears) l'any 2006 per Len Mesquida i Quim Torres.
Altres components:
- Aitor Arriaran, Joan Torres, Pau Marquès i Dani Benejam.
- També hi han participat: Teresa Riudavets, Alan Florit, Josep Pitu Andreu, Alba Codina i Anna Carné.

## Altres
Quim Torres el 2014 va fundar el segell de música independent Velomar Records que és la casa dels artistes de Ciutadella Leonmanso, Snowman lost his head i Pistola (Manacor). Velomar Records té la intenció de ser l'altaveu dels projectes més interessants de l'illa de Menorca.
També va enregistrar i produir el segon disc de Leonmanso Jardins de brutes basses on també col·labora la Len Mesquida.

## Discografia
- 2009: Sa roba estesa (Música Global)[2]
- 2012: Bonanova (Música Global)